# Charles-Arthur Gonse
Pour les autres membres de la famille, voir Gonse.
Charles-Arthur Gonse, né le 19 septembre 1838 à Paris, mort le 18 décembre 1917 à Cormeilles-en-Parisis, est général de division, sous-chef d'état-major sous l'autorité du général de Boisdeffre lors de l'affaire Dreyfus. 
Après la condamnation de Dreyfus, mis en présence des preuves accablantes contre Esterhazy, Gonse se contente de le faire surveiller et refuse de reconnaître l'innocence de Dreyfus.

## Biographie

### Famille
Né en 1838, Charles-Arthur Gonse (Arthur de son prénom usuel) est le fils de Jean Félix Emmanuel Gonse, de l'administration des Postes, et de Louise Stéphanie Courtin, fille du régisseur général Charles Courtin et petite-fille de l'architecte Étienne-Chérubin Leconte. Il est le frère du directeur des musées et critique d'art Louis Gonse.

### Carrière dans l'État-major
Arthur Gonse entre en 1856 à Saint-Cyr. Il entre ensuite à l'École d'application d'État-major. Il est sous-lieutenant d'État-major en 1861. Il part en Algérie en 1868, et fait partie de l'état-major de la division de Constantine jusqu'en 1870.
Au début de la guerre de 1870, il sert à l'état-major du XIIIe corps d'armée et participe fin août à la marche sur Mézières, puis à la retraite sur Paris. Lors du siège de Paris, il est dans les états-majors de la défense, et participe de nombreuses fois aux dégagements contre les Allemands.
En 1880, Gonse passe dans l'artillerie et devient en 1885 lieutenant-colonel. Il est nommé en 1887 chef d'état-major du XIXe corps. Promu colonel en 1888, il rejoint l'état-major de l'armée où il est nommé chef du 4e bureau. Il est aussi professeur à l'école de guerre.
Il devient général de brigade en 1893 et est nommé sous-chef de l'état-major général. À ce titre il exerce diverses fonctions dans les instances militaires supérieures et est aussi nommé conseiller d'État en service extraordinaire en 1895.

### Affaire Dreyfus
Persuadé dès le début de la culpabilité de Dreyfus, Gonse refuse de suivre Picquart lorsque ce dernier découvre des preuves de l'innocence de Dreyfus.
Le lieutenant-colonel Picquart raconte que lorsqu'il a découvert les preuves de la culpabilité d'Esterhazy et qu'il les lui a montrées, Gonse semble convaincu et dit d'abord : « Alors nous nous serions trompés ! » Mais ensuite il prescrit de séparer les deux affaires, et dit à Picquart : « Qu'est-ce que cela peut vous faire qu'il reste à l'Île du Diable ? » Picquart rétorque : « Je n'emporterai pas ce secret dans ma tombe ! » Gonse conserve sa ligne de conduite, et couvre les agissements d'Henry et de Paty de Clam pour disculper Esterhazy au nom de la raison d'État et de l'autorité de la chose jugée.
Certains auteurs parlent de collusion, ce que confirme la dernière histoire de l'Affaire parue qui montre même la terrible responsabilité qui fut celle de Gonse dans l'acharnement contre Dreyfus et Picquart et le sauvetage d'Esterhazy. 
Après l'affaire et la reconnaissance de l'innocence de Dreyfus, Gonse est peu à peu démis de ses différentes fonctions. Il est finalement mis dans la section de réserve en 1903.
Il meurt en 1917.

## Décoration
- Commandeur de la Légion d'honneur (1895)[4]

## Au cinéma
Dans le film J'accuse (2019) de Roman Polanski, son rôle est joué par Hervé Pierre.

## À  la télévision
Dans la mini-série  pour Antenne 2 Émile Zola ou la Conscience humaine  (1978) de Stellio Lorenzi, son rôle est joué par Jean Deschamps.

### Indications bibliographiques
- « Gonse (Charles-Arthur) » dans Prevost et Roman d'Amat, Dictionnaire de biographie française, tome 16, Paris, Letouzey, 1985
- Jean-Denis Bredin, L'affaire, [Paris], Julliard, 1983, 551 p. (ISBN 978-2-260-00346-5, OCLC 10664173)
- Philippe Oriol, L'histoire de l'affaire Dreyfus : de 1894 à nos jours, Paris, Les Belles lettres, 2014, 2 v. (1489 p.) (ISBN 978-2-251-44467-3, OCLC 897130357)